# بخش تورون-سور-رون
بخش تورون-سور-رون (به فرانسوی: Arrondissement de Tournon-sur-Rhône) یک بخش در فرانسه است که در آردش واقع شده‌است.